# Convento di San Francesco (Fiesole)

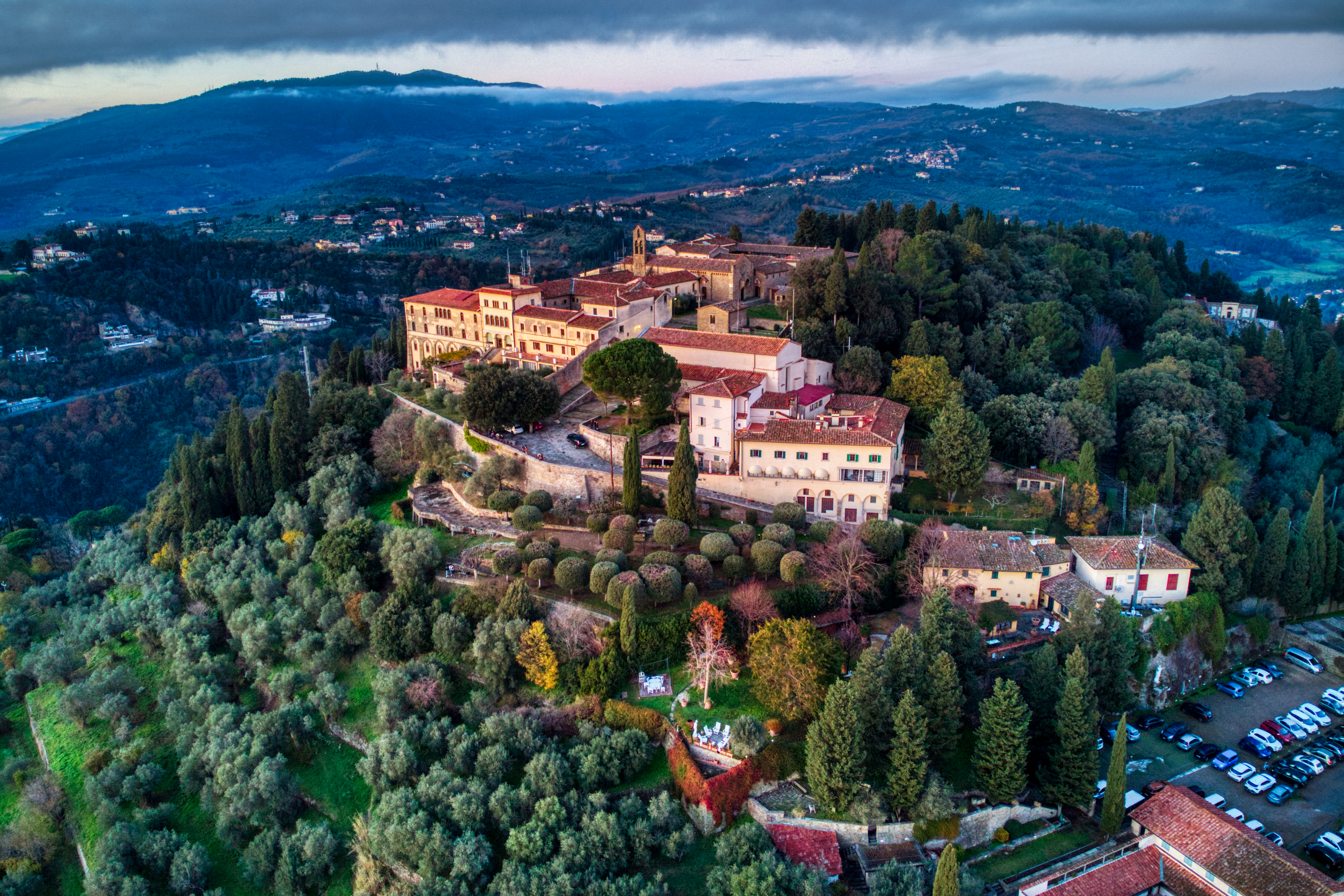
Convento di San Francesco vicino alla cima del punto più alto di Fiesole

Il convento di San Francesco è un convento francescano situato all'estremità occidentale del centro storico di Fiesole, in provincia di Firenze. Si trova in via San Francesco, non lontano dalla cattedrale di San Romolo e dalla ex-chiesa di Sant'Alessandro.

## Storia
Il complesso sorge presso il sito dell'acropoli etrusca, poi romana e infine del castello fiesolano distrutto dai fiorentini nel 1125. Il primo nucleo religioso fu costruito dalle monache agostiniane a partire dal 1225, mentre nel 1339 viene aggiunta accanto la cappella dedicata a Santa Maria del Fiore ad opera del devoto sarto Lapo di Guglielmo Pellini. Le monache abbandonarono il convento nel 1352, fondando sulla via Faentina un nuovo monastero.
Forse già intorno al 1390 subentrarono i francescani, che nel 1399 con il frate osservante Giovanni da Stroncone poterono iniziare a riedificare un nuovo convento grazie al sostegno finanziario del nobile fiorentino Guido del Palagio. Ad allora risalgono il protiro affrescato nel sottarco, il dormitorio di San Bernardino e uno dei due chiostri. Il convento si sviluppò rapidamente e prese importanza, tanto che nel 1418 ne fu frate guardiano Bernardino da Siena. Alla fine del Quattrocento la chiesa fu ingrandita nella parte absidale, costruendo il coro sopra la cappella sotterranea.
Nel 1649 fu fondato lo Studio Generale di Teologia, che continuò la sua attività anche per tutto il secolo successivo. Testimonianza di ciò è l'importante Biblioteca, una delle più importanti in Italia per gli studi concernenti la Patristica e la Patrologia. Il convento fu soppresso in età napoleonica nel 1810 e fu riaperto solo nel 1870.
Tra il 1905 e il 1906 la chiesa fu sottoposta ad un restauro che, sotto la guida di Giuseppe Castellucci, la riportò ad uno stile neogotico. Nel 1998 è stato collocato alla parete sinistra il trittico di Bicci di Lorenzo.
Il diciassettesimo presidente delle Filippine Bongbong Marcos e la first lady Liza Araneta Marcos si sono sposati in questa chiesa nel 1993.

## Descrizione
Il complesso è composto dalla chiesa, dedicata a San Francesco d'Assisi, e dall'annesso convento.

### La chiesa

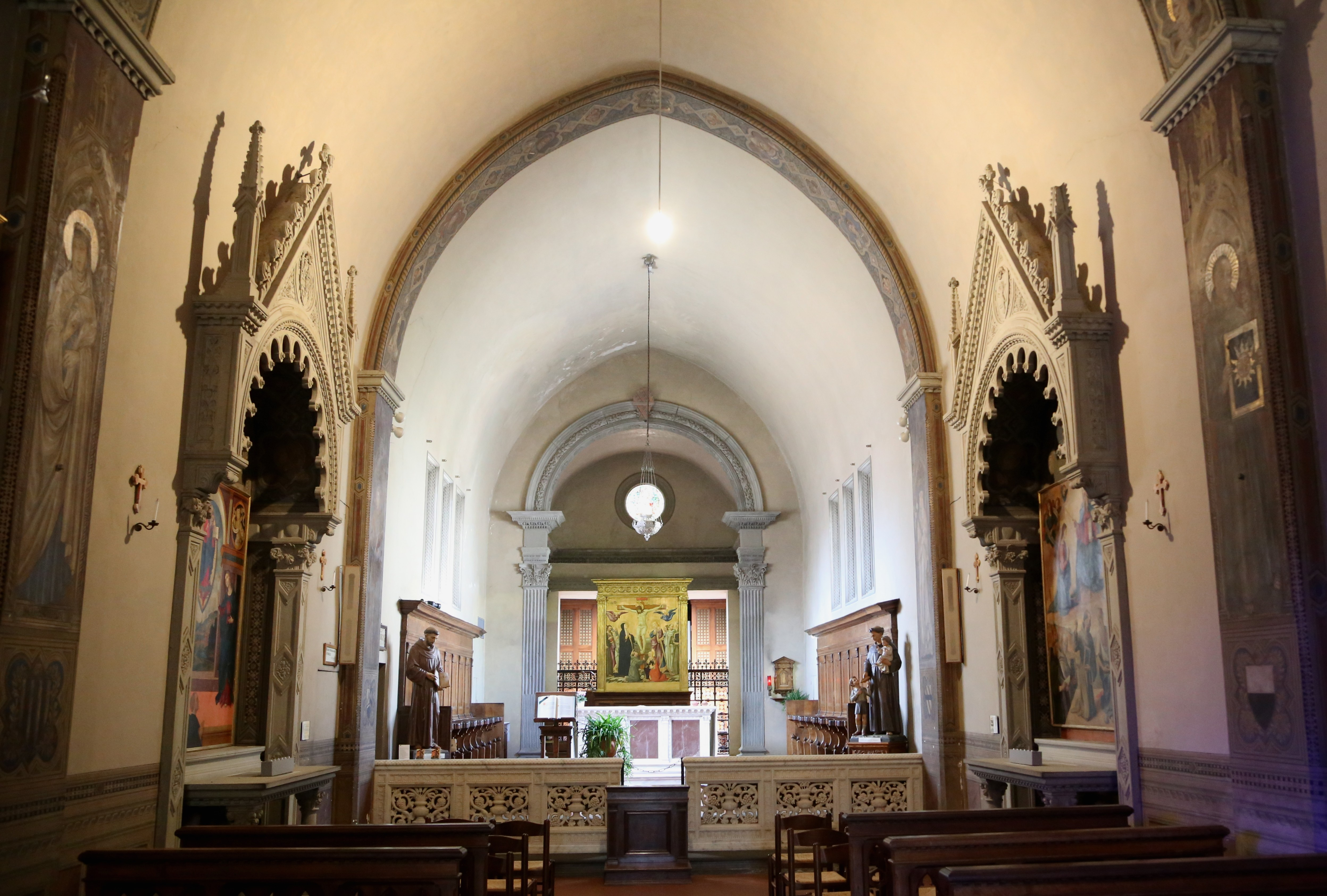
Interno della chiesa

La chiesa esternamente si presenta in stile neogotico, esito delle trasformazioni operate dal Castellucci, con paramento murario in blocchi di pietra squadrati. Al centro della facciata, a capanna, si apre il portale, sormontato da un protiro pensile che presenta, all'interno, una lunetta con un affresco raffigurante San Francesco e, nella volta, l'affresco San Francesco fra due angeli. Al di sopra del protiro, si trova il rosone circolare leggermente strombato. Sulla parete esterna di destra, si apre un portale laterale sormontato da una lunetta che presenta al centro una statua della Madonna del Bambino sopra uno sfondo costituito da un affresco raffigurante due Angeli oranti.
All'interno, la chiesa, di semplice stile anch'esso neogotico, ha una navata unica coperta con volta a botte ogivale e divisa in quattro campate da lesene dipinte. Alle pareti sono quattro altari laterali anch'essi frutto della ristrutturazione del primo Novecento, due nella prima campata e due nella terza campata. Nella navata destra si trova, al primo altare, lo Sposalizio mistico di Santa Caterina di Cenni di Francesco, seguito dal Matrimonio mistico di Santa Caterina di Alessandria, di ignoto della fine del Trecento, poi il pulpito neogotico ed un secondo altare dove è collocata la Disputa sull'Immacolata Concezione (o "Pala di Fiesole) di Piero di Cosimo, firmata e datata 1480 in un'iscrizione apocrifa, ma databile al 1510-1515 circa, importante dipinto che raffigura tutti i santi che hanno avuto un ruolo in tale " disputa".
Nella navata sinistra al primo altare è l'Adorazione del Bambino, opera eponima del Maestro dell'Epifania di Fiesole (fine XV secolo), il trittico di Bicci di Lorenzo Madonna in trono col Bambino fra Angeli e Santi, seguite, al secondo altare, dall'Annunciazione di Raffaellino del Garbo, del 1508 circa,. 
Il presbiterio, delimitato da una balaustra marmorea, e si apre sull'esterno con due trifore, una su ciascuna parete laterale. Alle spalle dell'altare maggiore, si trovano la Crocifissione di Neri di Bicci e l'abside rinascimentale coperta con volta a botte.
Nella sagrestia, alla quale si accede dalla navata sinistra, sono alcune lunette affrescate da Baccio Maria Bacci tra il 1934 ed il 1935.
A ridosso della parete di fondo dell'abside si trova l'organo a canne Mascioni opus 514, costruito nel 1938. Lo strumento è a trasmissione integralmente elettrica e dispone di 34 registri; la consolle dispone di tre tastiere di 61 note ciascuna e pedaliera concavo-radiale di 32 note. La mostra è costituita da canne di principale disposte in cuspide unica con ali laterali.

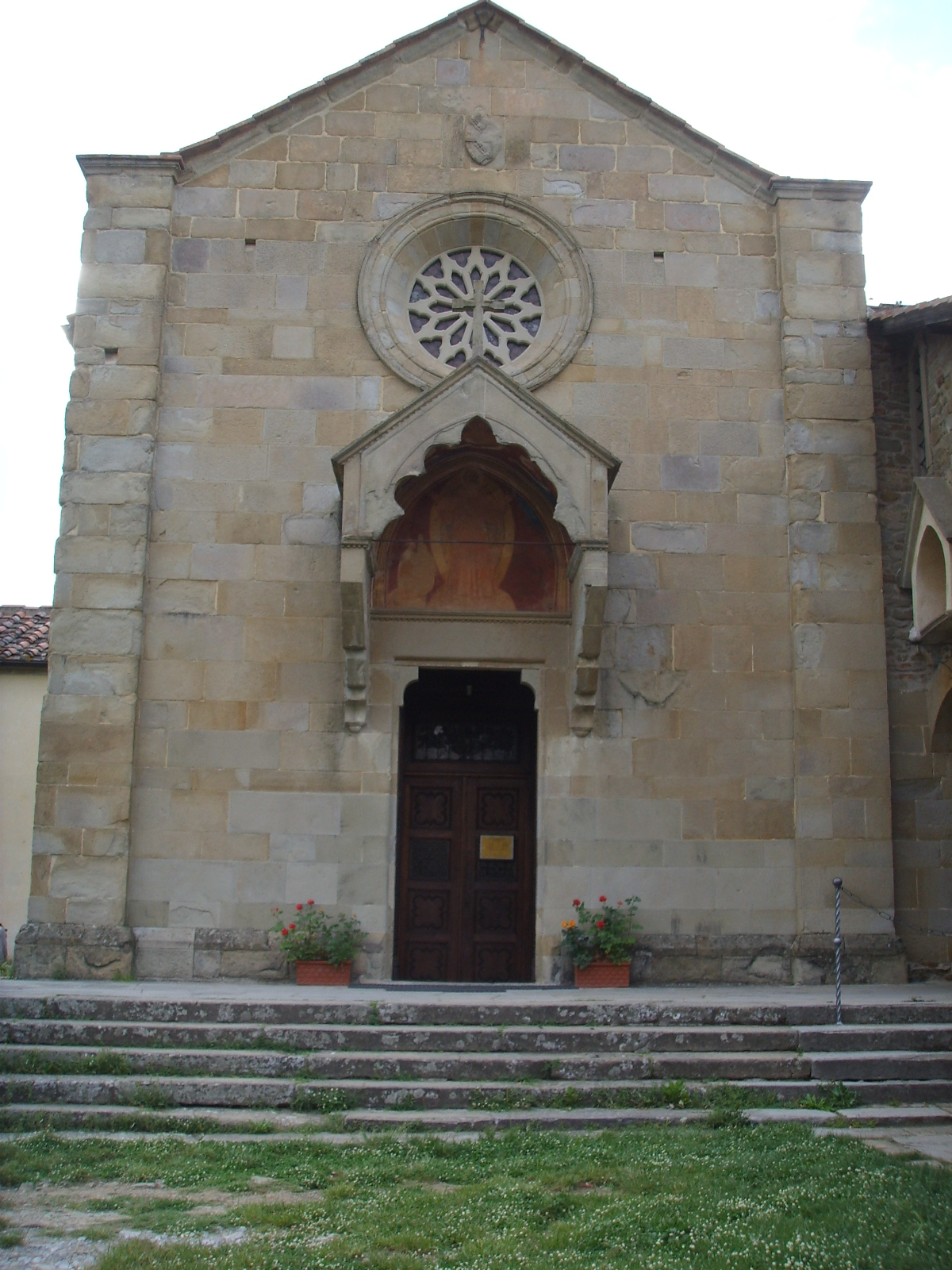
La facciata
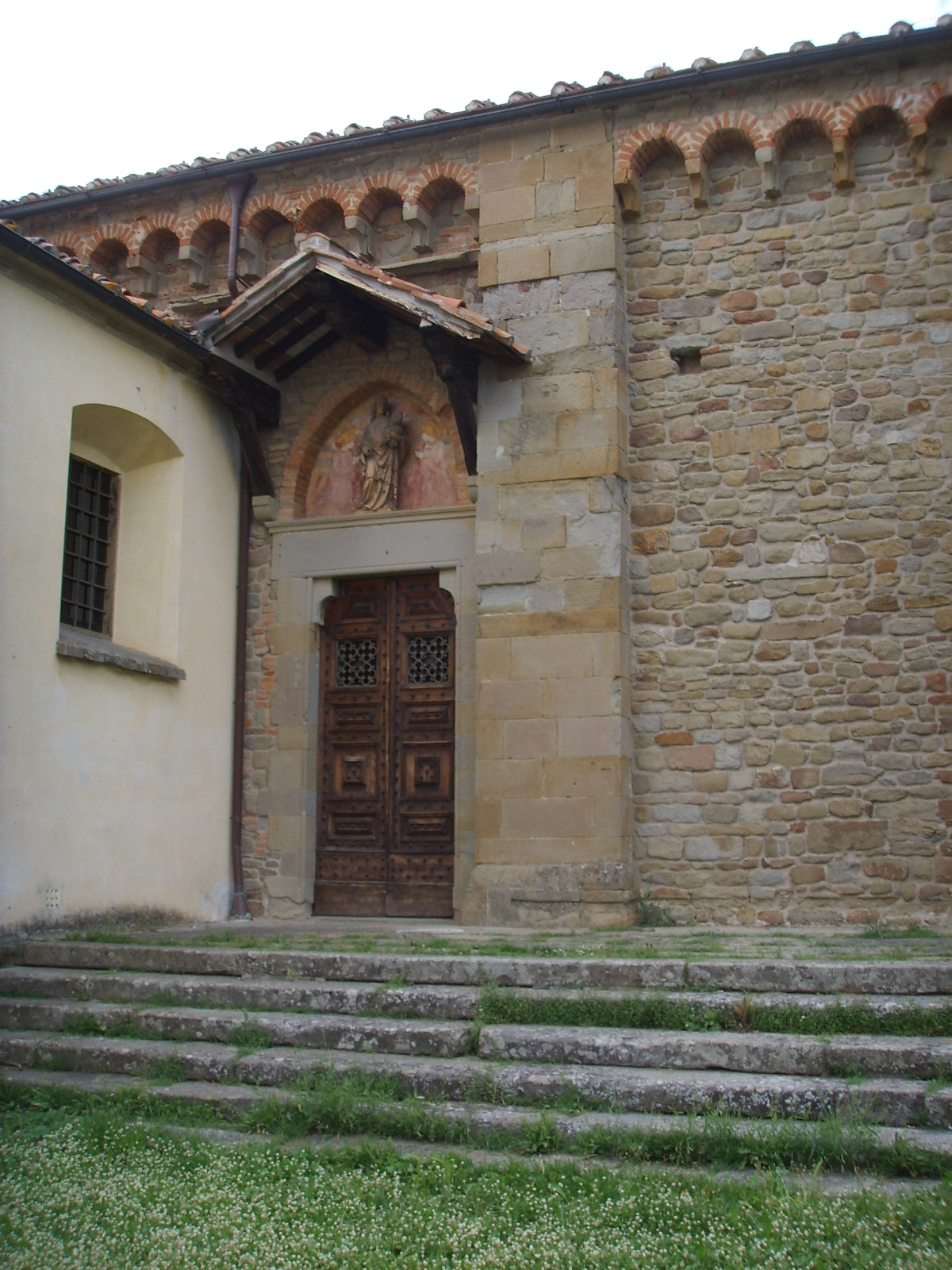
Il portale laterale
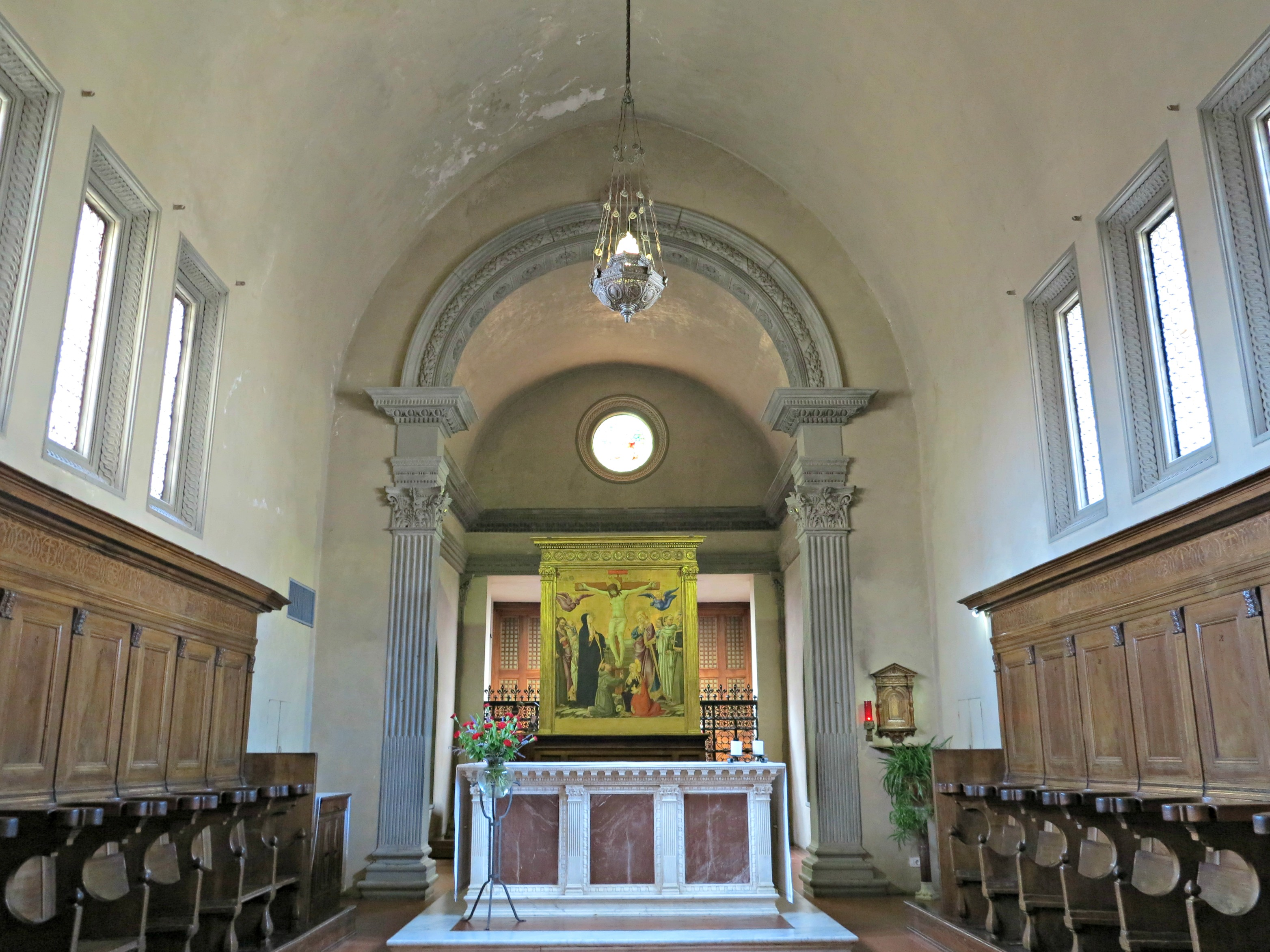
Il coro
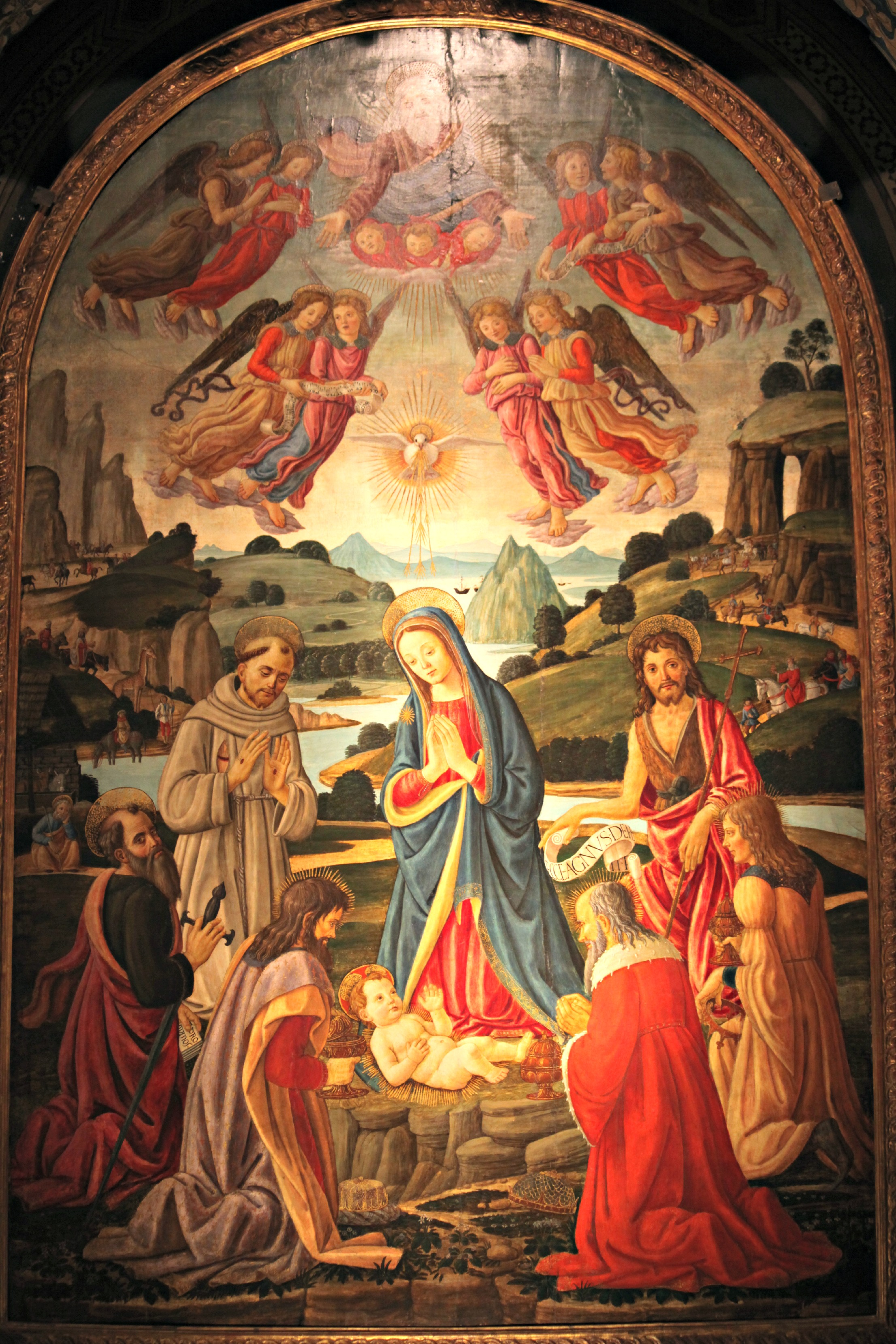
Adorazione dei Magi
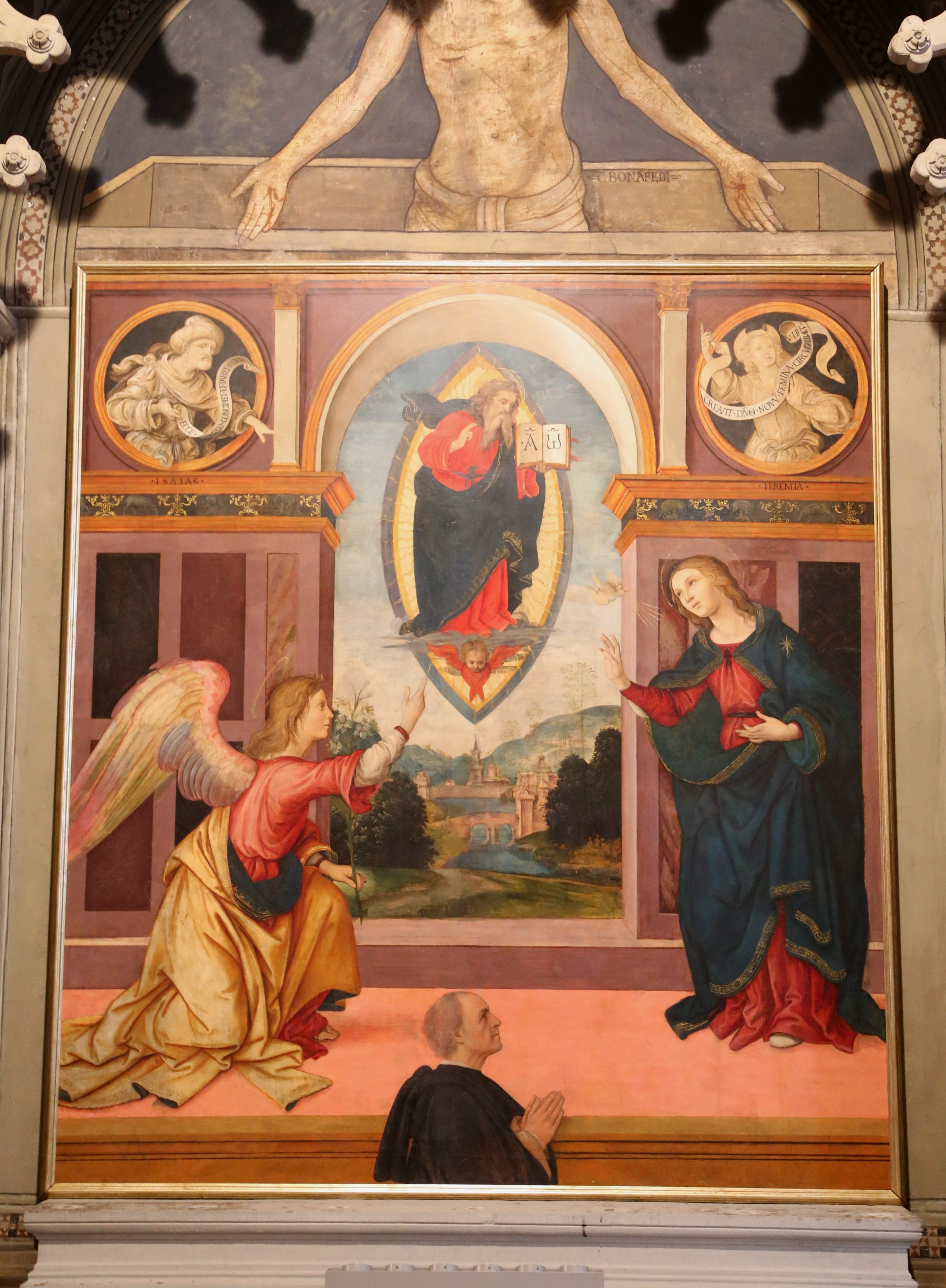
Annunciazione di Raffaellino del Garbo
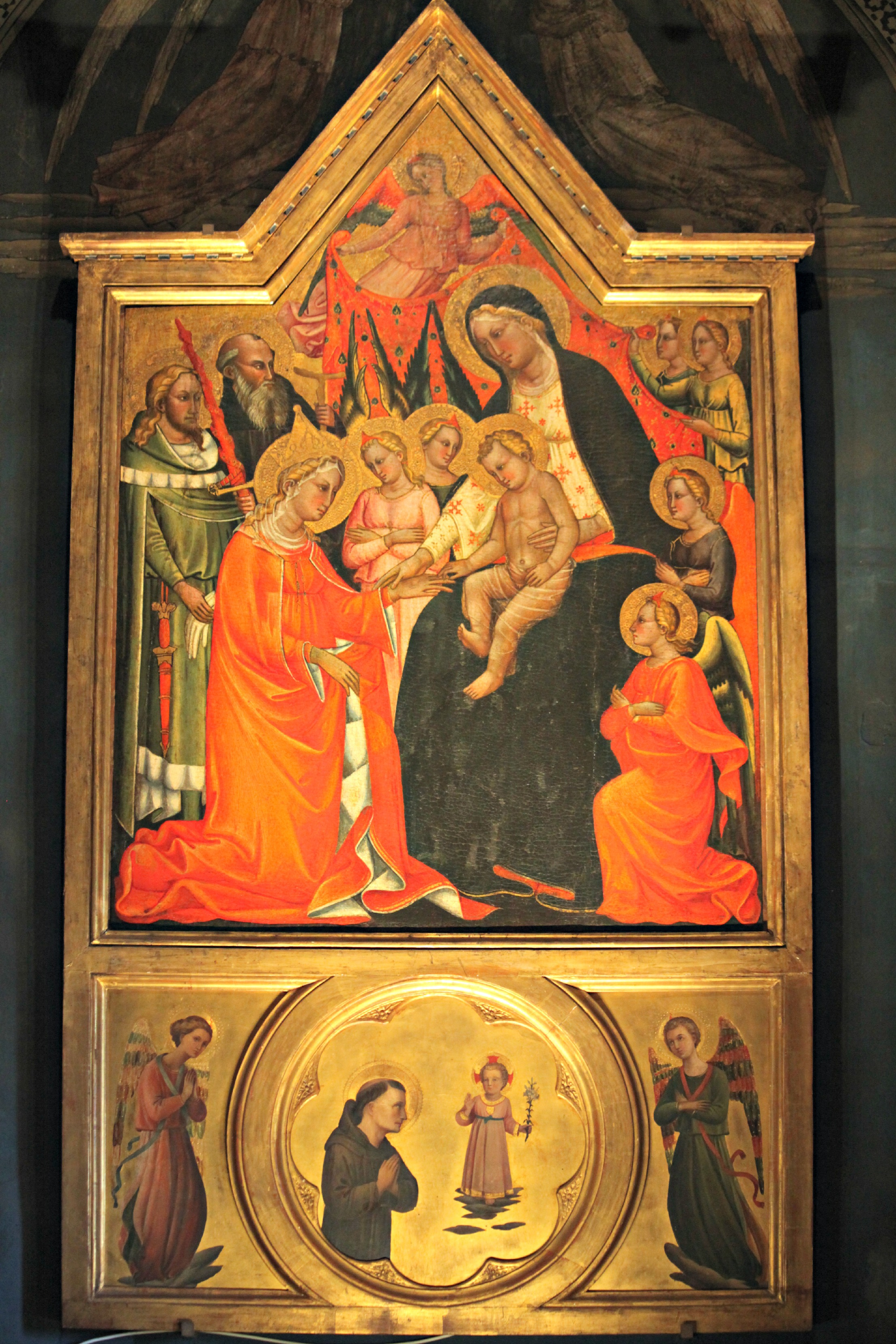
Sposalizio mistico di santa Caterina di Cenni di Francesco
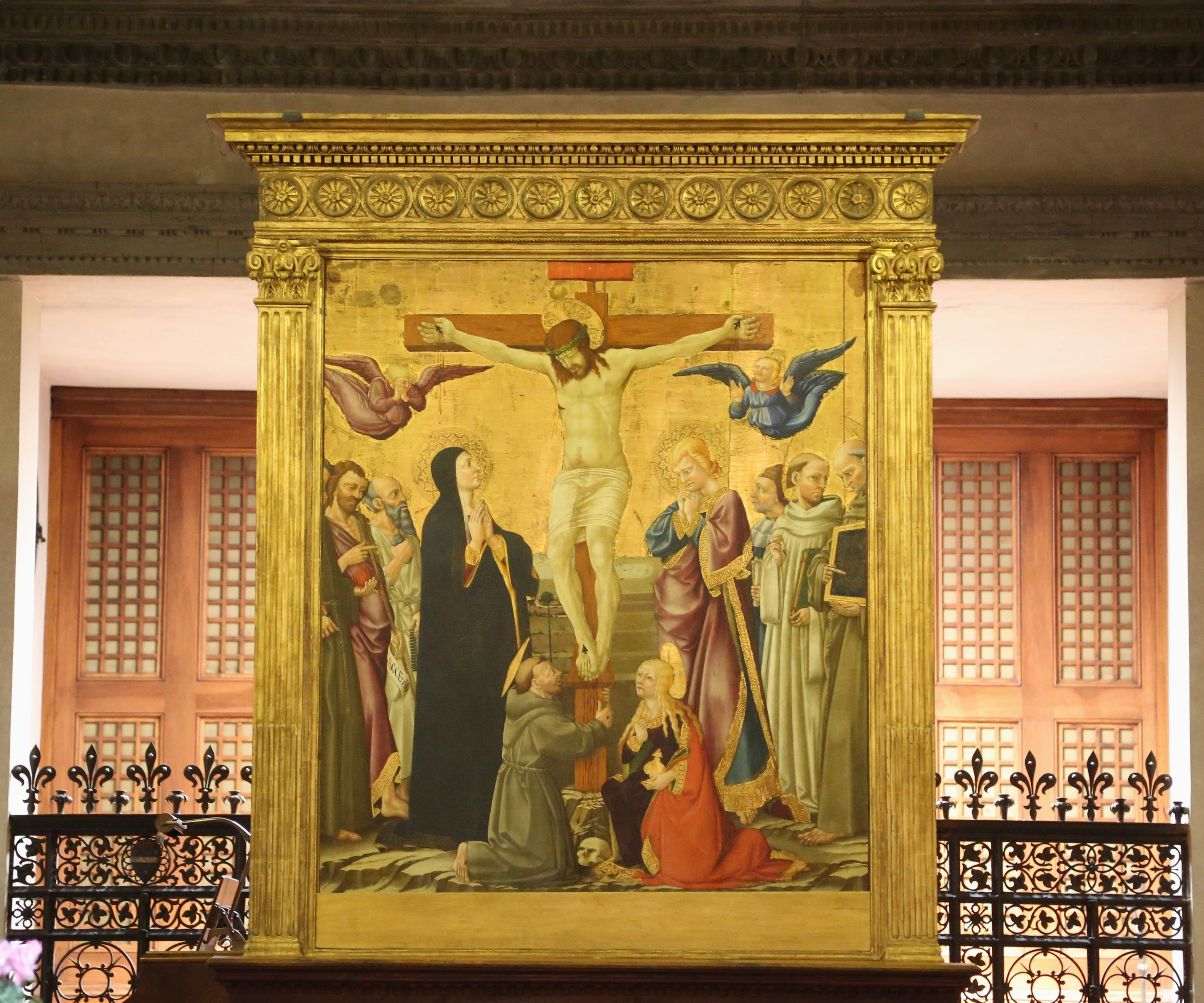
Crocifissione di Neri di Bicci

### Il convento

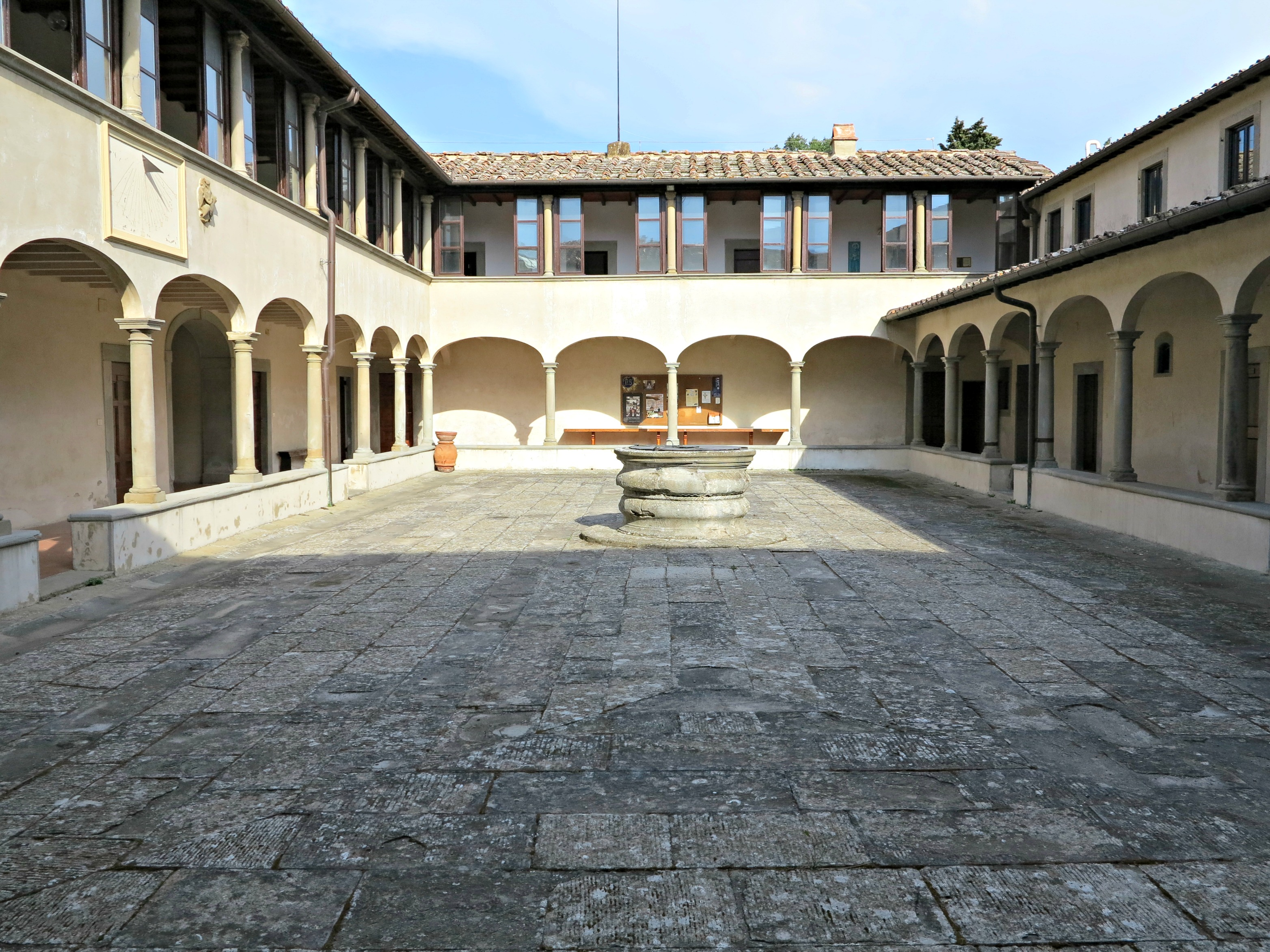
Il chiostro grande

L'edificio del convento è situato alla destra della chiesa. Il suo ingresso principale dà sul sagrato ed è costituito da una porta con arco ribassato sormontato da un'edicola affrescata. L'edificio del convento si sviluppa intorno a tre chiostri: il chiostro grande, il chiostro intermedio e il chiostro piccolo. Il chiostro grande è costituito da un portico su quattro lati sormontato da loggiato e coperto con volta a crociera. Il chiostro intermedio è situato immediatamente dopo l'entrata e presenta un portico su tre lati coperto con una semplice tettoia poggiante su colonnine in pietra ottagonali; su una parete, si trova un affresco con San Francesco che parla agli uccelli, mentre al centro del chiostro sta il pozzo. Il chiostro piccolo ha il portico solo su due lati e presenta un antico affresco anch'esso con la Predica agli uccelli. Sul sagrato, alla destra del convento, si trova un portico sorretto da quattro colonne e coperto con una semplice tettoia.

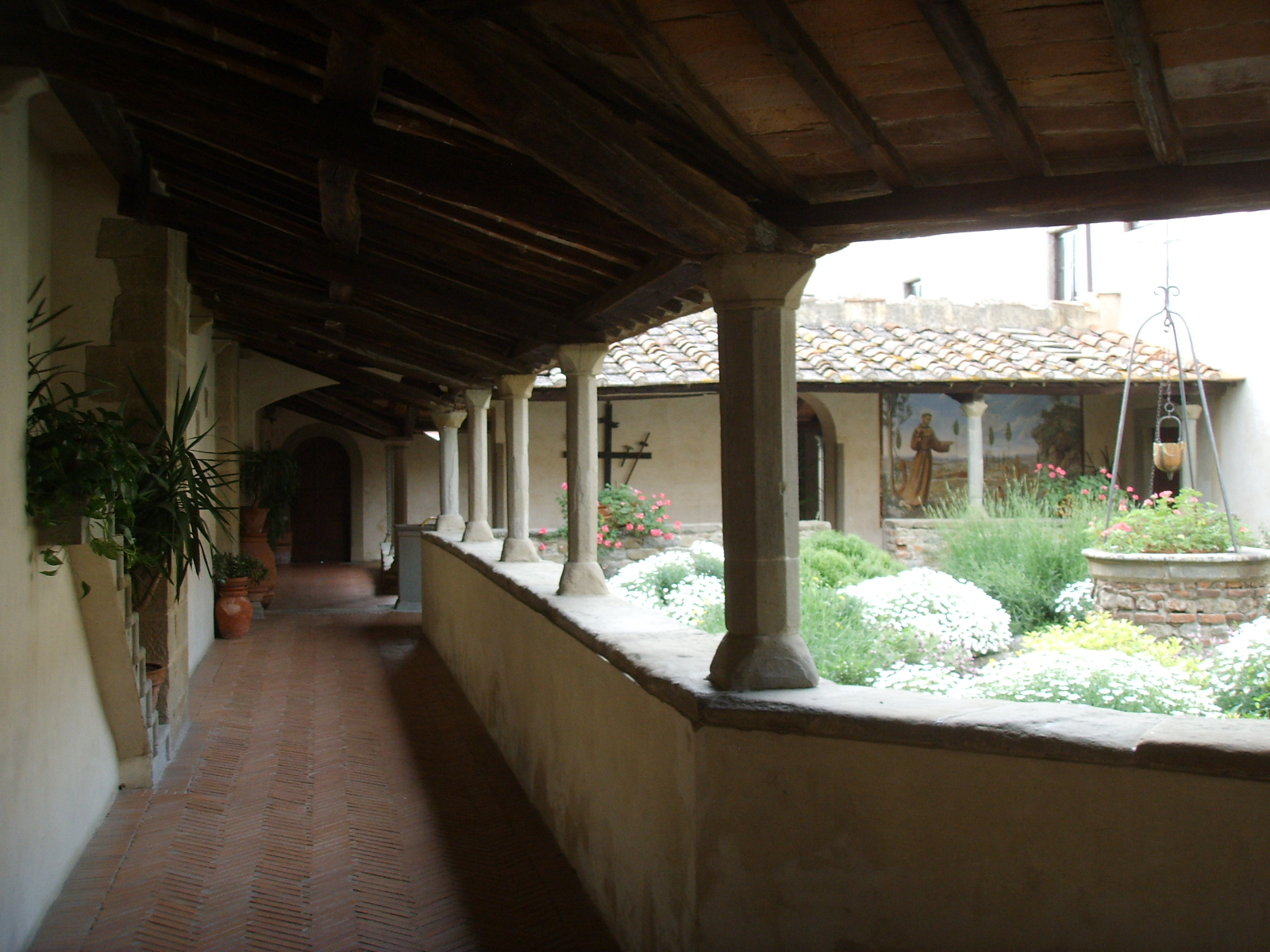
Il chiostro intermedio
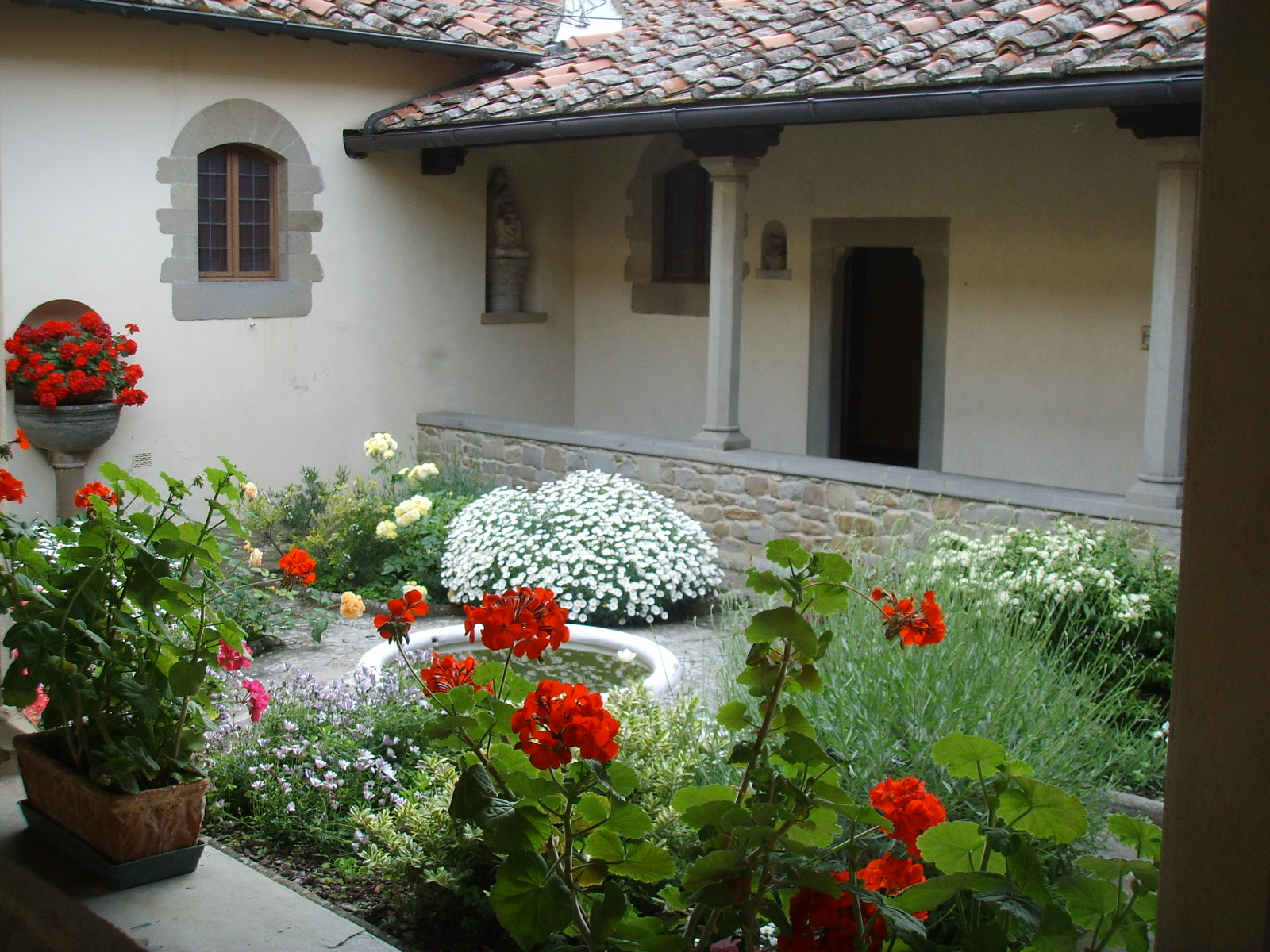
Il chiostro piccolo
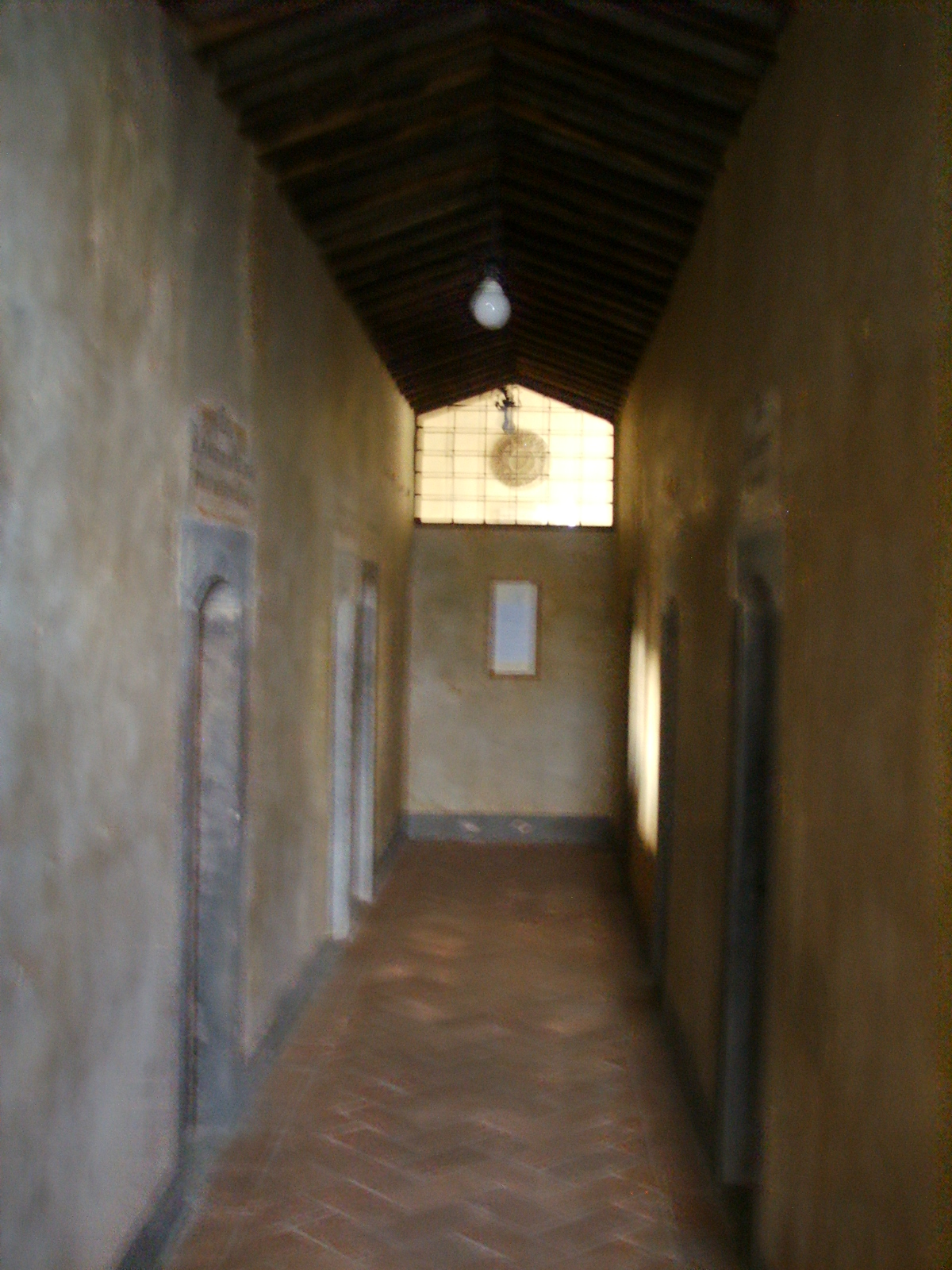
Il corridoio delle celle
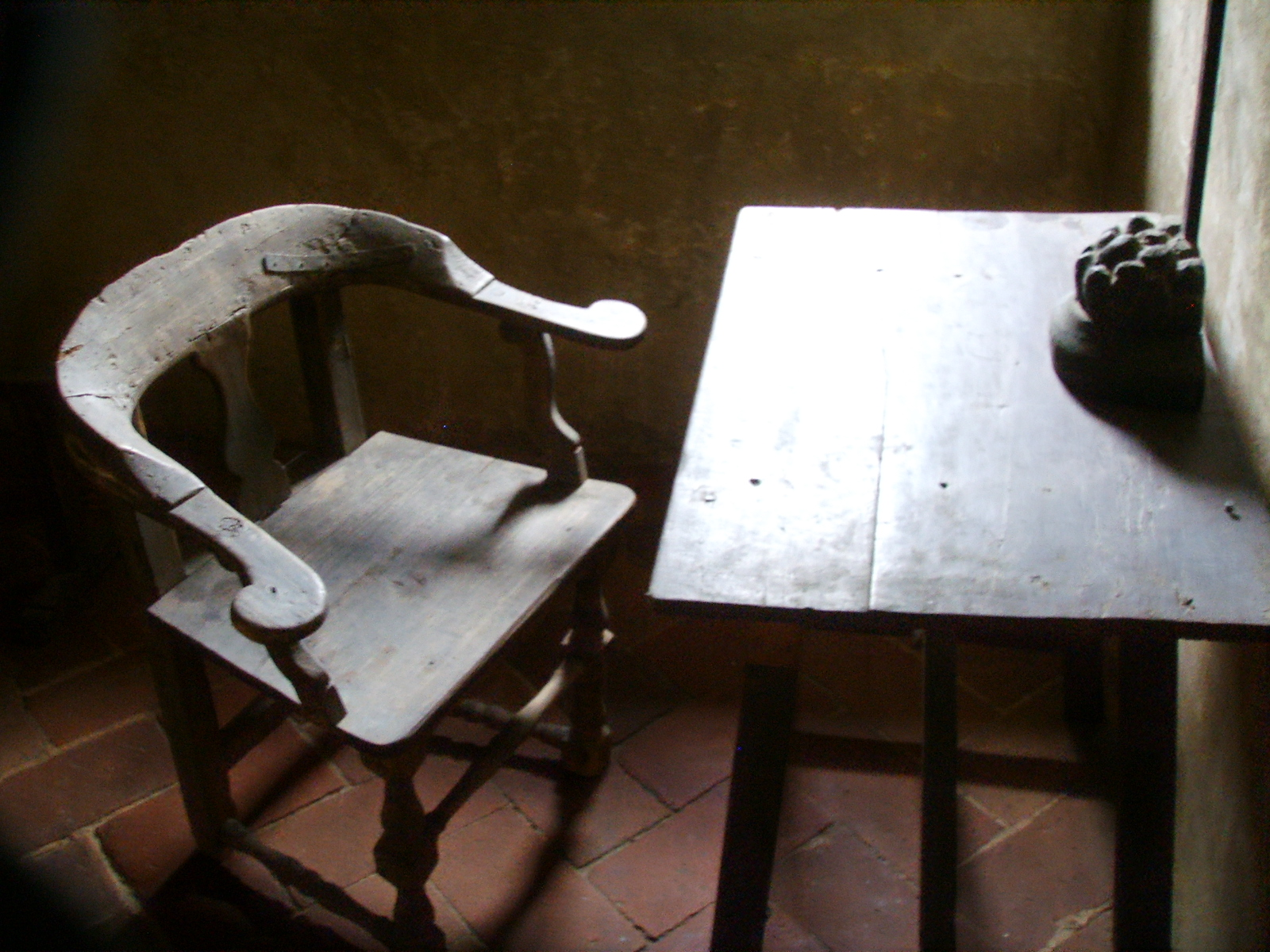
Particolare di una cella